# Карлос Енріке
Ка́рлос Енрі́ке (порт. Carlos Henrique, нар. 2 травня 1983, Ріо-де-Жанейро) — бразильський футболіст, захисник клубу «Флуміненсе».

## Ігрова кар'єра
У дорослому футболі дебютував 2003 року виступами за команду клубу «Фламенго», в якій провів два сезони, взявши участь у 41 матчі чемпіонату. Більшість часу, проведеного у складі «Фламенго», був гравцем захисту основного складу команди.
До складу клубу «Бордо» приєднався 2005 року. Відтоді регулярно грав за основну команду цього французького клубу, втім ключовою фігурою захисної ланки «Бордо» не став, зазвичай проводив до 20 матчів чемпіонату за сезон.
З 1 липня 2014 року на правах вільного агента перейшов до бразильського клубу «Флуміненсе».

## Досягнення
- Чемпіон Франції: 2008/09
- Володар Кубка Франції: 2012/13
- Володар Кубка Ліги Франції: 2006/07, 2008/09
- Володар Суперкубка Франції: 2008, 2009